# WFUV
Koordinaten: 40° 52′ 48″ N, 73° 52′ 40″ W
WFUV (New York’s Music Discovery, früher auch: The Alternative) in ein US-amerikanischer öffentlich-rechtlicher Hörfunksender in New York City. Die Station der Fordham University strahlt ein nichtkommerzielles Programm aus den Studios auf dem Bronx-Campus für die Stadt New York aus. Der Sender steht nahe dem Montefiore Medical Center.

## Geschichte
WFUV ging 1947 in Betrieb. Bei dem Sender arbeiten Veteranen der New Yorker Radioszene wie Dennis Elsas, Vin Scelsa und Pete Fornatale. 

## Programm
Das Programm ist an das Hörfunkformat Adult-Album-Alternative angelehnt. Am Freitagabend wird The Whole Wide World mit Delphine Blue ausgestrahlt, die einst von Music Director Rita Houston begründet worden war, ein Mix aus Funk und Jazz, angereichert mit Musiker-Interviews und Live-Studio-Sessions.

## Empfang
WFUV sendet in HD-Radio. Auf dem HD2-Kanal wird das Programm FUW All Music übertragen. Außerdem gibt es Livestreams im Internet. 